# Emil Wolff (Anglist)
Jakob Heinrich Emil Wolff (* 11. Oktober 1879 in München; † 24. Februar 1952 in Hamburg) war ein deutscher Anglist und Professor an der Universität Hamburg. 1945 wurde er von der Britischen Besatzungsmacht zum ersten Rektor der Universität nach dem Ende des Zweiten Weltkrieges und dem Zusammenbruch des Nationalsozialismus ernannt.

## Leben
Emil Wolff wuchs in München auf und absolvierte dort 1898 das Wilhelmsgymnasium als Klassenprimus. Er studierte Rechtsgeschichte, Sanskrit sowie deutsche und englische Philologie an der Ludwig-Maximilians-Universität München, mit Ausnahme eines Semesters, in welchem er sich an der Friedrich-Wilhelms-Universität in Berlin immatrikuliert hatte. 1908 wurde Wolff in München mit einer Dissertation über Francis Bacon und sein Verhältnis zu Platon promoviert. 1911 folgte die Habilitation ebenfalls in München, wo er 1917 zum außerordentlichen Professor ernannt wurde.
Nach kurzem Militärdienst nahm Wolff im Sommersemester 1918 eine Gastprofessur in Gent wahr, bevor er im selben Jahr als Anglist an das Hamburgische Kolonialinstitut berufen wurde. An der 1919 aus dem Institut hervorgegangenen Hamburger Universität lehrte Wolff bis zu seiner Emeritierung im Jahr 1951, trotz mehrerer Rufe anderer Hochschulen.
Von Oktober 1921 bis September 1922 hatte Emil Wolff das Amt des Dekans der Philosophischen Fakultät inne, zweimal das des Rektors der Hamburger Universität, von 1923 bis 1924 und von 1945 bis 1947.
Wolff war verheiratet mit Mathilde Wolff-Mönckeberg, einer Tochter des Hamburger Ersten Bürgermeisters Johann Georg Mönckeberg.